# آندری کوبیاکوف
آندری کوبیاکوف (بلاروسی: Андрэй Уладзіміравіч Кабякоў؛ زادهٔ ۲۱ نوامبر ۱۹۶۰) یک سیاست‌مدار اهل بلاروس است.